# Bovinae
Los bovinos (Bovinae) son una subfamilia de mamíferos placentarios que pertenece a la familia Bovidae. Consta de tres tribus, los boselafininos, los bovininos y los estreptosicerotininos, y de 10 géneros.

## Clasificación
la clasificación de bovinae es la siguiente, incluyendo de lo según Mammal Species of the World que se listan a continuación. Se incluye Bos gaurus reconocido por la UICN:
- Subfamilia Bovinae
  - Tribu Boselaphini
    - Género Boselaphus
      - Boselaphus tragocamelus (nilgó o toro azul)

    - Género Tetracerus
      - Tetracerus quadricornis (antílope de cuatro cuernos, antílope cuadricorne o chusinga)

  - Tribu bovini
    - Subtribu bovina
      - Género Bison (bisontes)
        - Bison bison (bisonte americano)
        - Bison bonasus (bisonte europeo)
        - Bison priscus (bisonte estepario, bisonte ártico o longicorne) (†)

      - Género Bos (bueyes)
        - Bos frontalis (gayal)
        - Bos gaurus (gaur)
        - Bos javanicus (banteng)
        - Bos sauveli (couprey)
        - Bos mutus (yak)
        - Bos primigenius (vacuno)
          - Bos primigenius africanus (uro africano) (†)
          - Bos primigenius indicus (cebú)
          - Bos primigenius namadicus (uro salvaje del sudeste asiático) (†)
          - Bos primigenius primigenius (uro salvaje euroasiático) (†)
          - Bos primigenius taurus (vacuno doméstico euroasiático; masculino: «toro» y «buey», femenino: «vaca»)

        - Bos sauveli (cuprey, kouprey o kuprey)

    - Subtribu  Bubalina
      - Género Bubalus (búfalos)
        - Bubalus bubalis (búfalo de agua, búfalo silvestre o arni)
        - Bubalus depressicornis (anoa de llanura)
        - Bubalus mindorensis (tamarao)
        - Bubalus quarlesi (anoa de montaña)

      - Género Syncerus
        - Syncerus caffer (búfalo cafre)

    - Subtribu Pseudorygina
      - Género Pseudoryx
        - Pseudoryx nghetinhensis (saola o buey de vu quang)

  - Tribu Tragelaphini
    - Género Taurotragus (elands)
      - Taurotragus derbianus(eland gigante o eland de Derby)
      - Taurotragus oryx (antílope eland común o eland común)

    - Género Tragelaphus
      - Tragelaphus angasii (niala)
      - Tragelaphus buxtoni (niala montano)
      - Tragelaphus eurycerus (bongo)
      - Tragelaphus imberbis (kudú menor o pequeño kudú)
      - Tragelaphus scriptus (antílope jeroglífico o bosbok)
      - Tragelaphus spekii (sitatunga)
      - Tragelaphus strepsiceros (gran kudú)

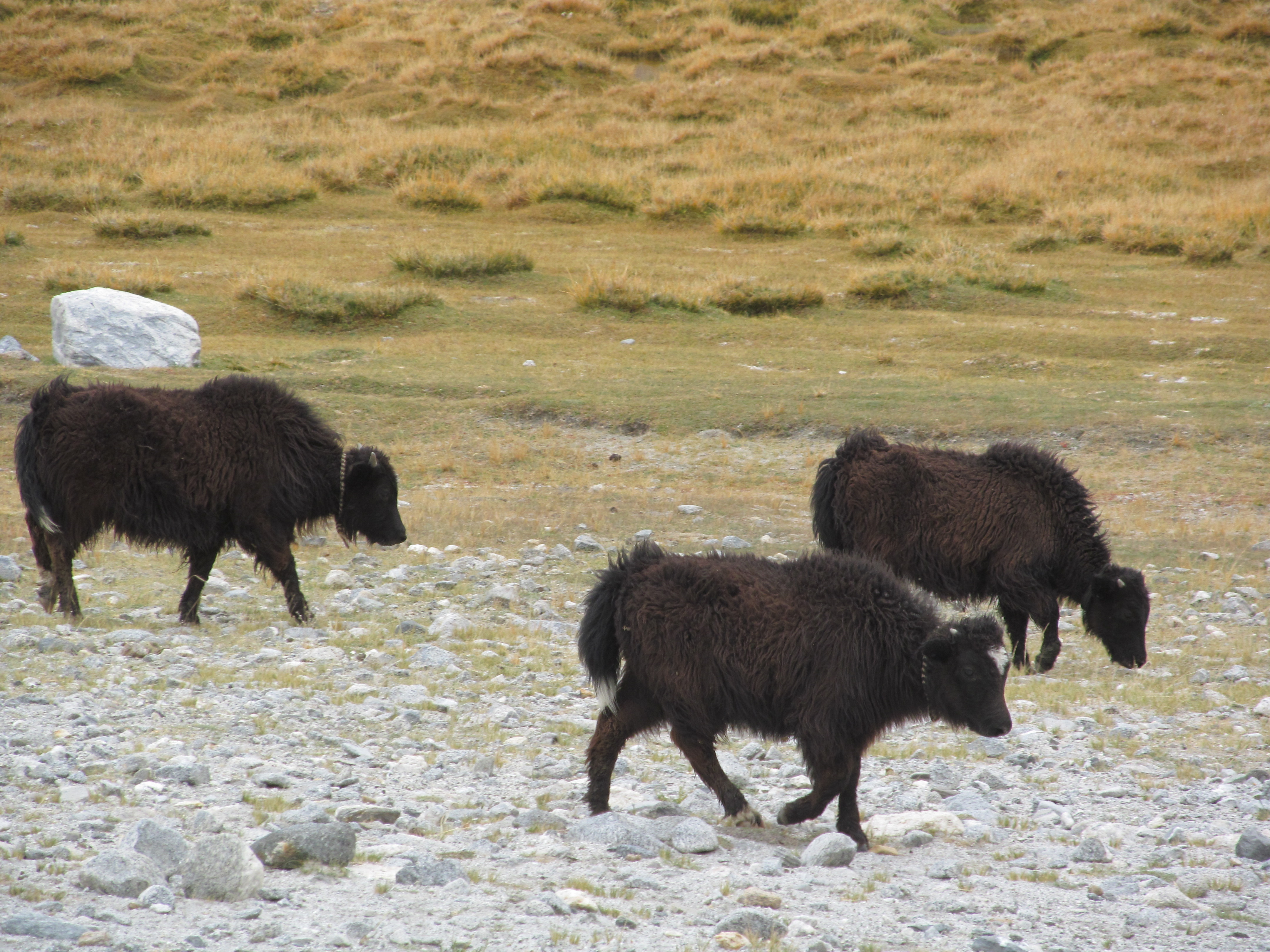
Un rebaño de yaks (Bos mutus) en India.

## Relación con el hombre
Los bovinos, en especial el género Bos (bueyes), han acompañado al hombre en su historia como la fuente principal de proteínas por medio de su carne y leche, además de brindar fuerza animal que se ha usado principalmente en la agricultura (bueyes tirando de arados).

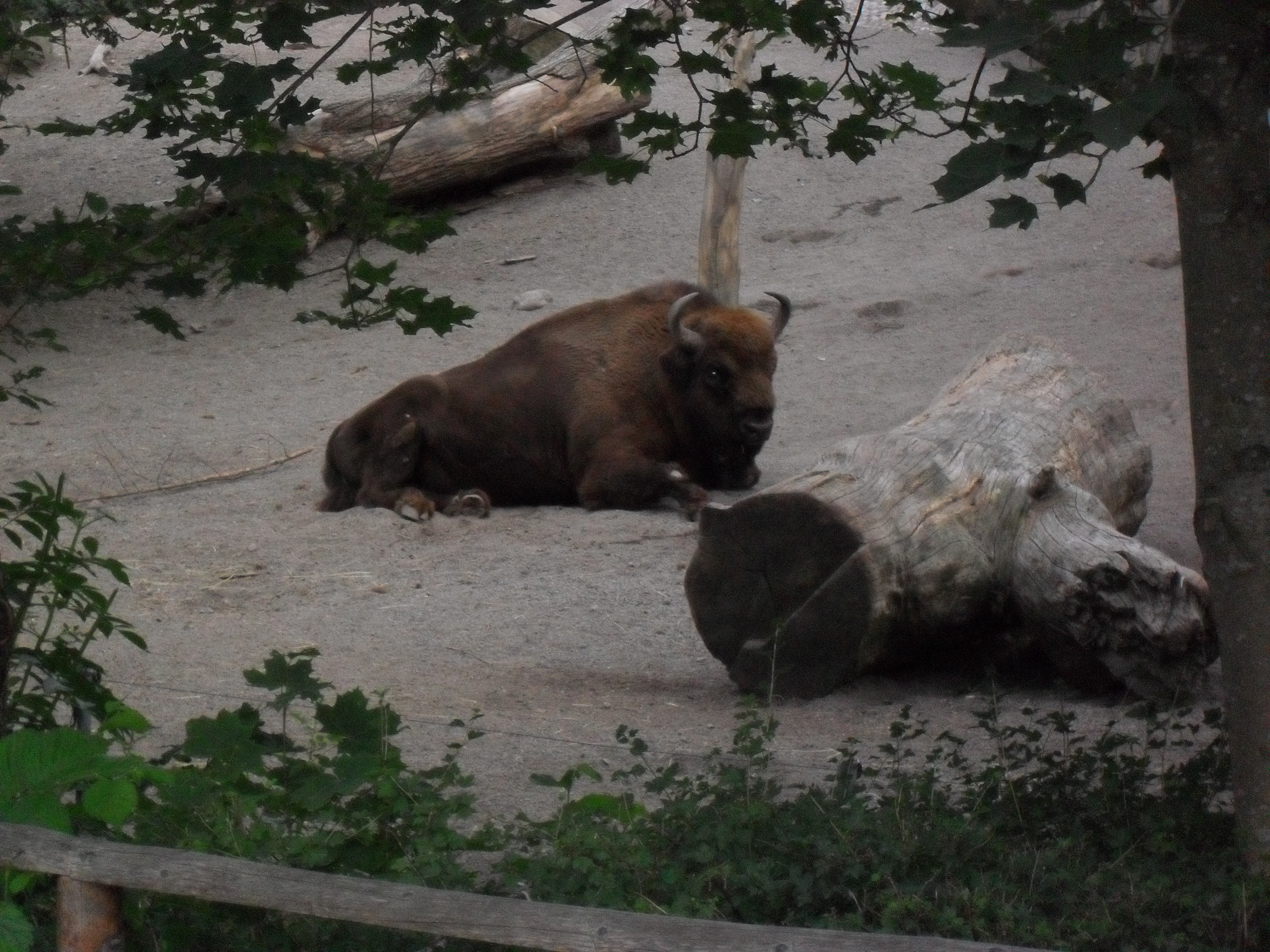
Bisonte europeo